# Típuspéldány

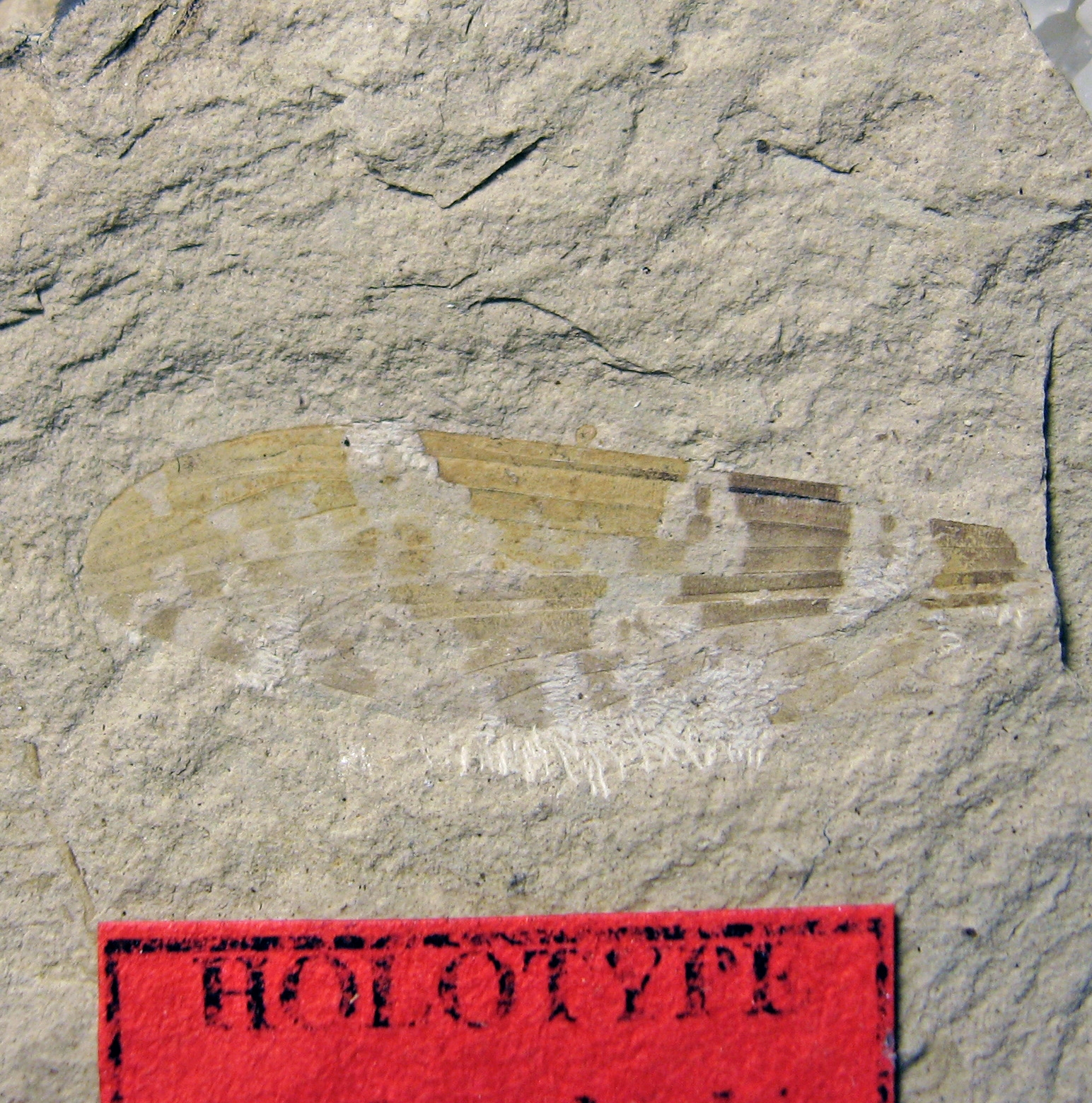
Ez a típuspéldány a Cimbrophlebia brooksi faj leírásának alapja. A fosszilis csőrösrovarok leírásához segített a piros címkével is megjelölt leletanyag.

A típuspéldány alapvetően zoológiai, botanika, vagy őslénytani fogalom, az egyes fajok leírására szolgáló példány (pl. preparátum, lelet stb.) megnevezése, amelynek alapján a rendszertani kategóriát felállították.

## Őslénytanban
A rendszertan olyan kategóriák összessége, amelyek valójában az evolúciós folyamat egy-egy állomását képviselik, amit a leletanyag hiányosságaiból eredően csak hézagosan, szakaszosan ismerünk.
A fajok leírása ezért az őslénytani anyagban esetleges, attól függ, hogy a leletek milyen állomásokat képviselnek. Az őslénytani rendszerezés mindig tipológia, az azonos és különböző jellegek leírása és osztályozása. Az őslénytani fajokkal kapcsolatban sosem szabad elfeledni, hogy a fajnevek valójában a típuspéldányok nevei, és nem valamilyen egzakt módon leírt és meghatározott kategóriát takarnak. Ez azért fontos tudnivaló, mert a kreacionisták előszeretettel hivatkoznak az ismert fajok közötti hézagokra és az átmeneti típusok hiányára.
Az őslénytani fajok leírásának alapját általában az elsőként megtalált és leírt maradvány képezi. Ritka eset az, amikor idővel a típuspéldány módosul. E ritka esetek között van például a magányos koponyalelet és néhány töredék alapján leírt Brontosaurus, amelyet csak az 1980-as években azonosítottak a korábban leírt jó megtartású, de koponya nélküli Apatosaurusszal. Egyes esetekben viták kísérik a típuspéldányok összehasonlítását, így a mai napig nem dőlt el, hogy a Monoclonius és a Centrosaurus azonos-e.
Típuspéldány például az Australopithecus africanus faj esetében a taungi gyermek. Leegyszerűsítve a folyamatot minden leletet, ami ebből a korból előkerül és vélhetően Australopithecus, ezzel a lelettel hasonlítanak össze, hogy az újabb lelet faját megállapítsák. Ha az új lelet legfeljebb olyan mértékben tér el a típuspéldánytól, ami még a fajon belüli változatosság/változékonyság kritériumainak megfelel, akkor az új leletet Australopithecus africanus fajként írják le. Ha az eltérés nagyobb, akkor új fajt találtak, és az új lelet az új faj típuspéldánya lesz. Természetesen az összehasonlítás és az eltérések értékelésének szubjektív elemei mindig vitákat okoznak.
A típuspéldány alapján felállított rendszertani egység egy névleges faj, amelynek besorolása semmit (vagy legalábbis nagyon keveset) sem mond kladisztikus helyzetéről, rokonsági kapcsolatairól, fejlődéstörténetéről.